# Bad Godesberg
Bad Godesberg este de la data de 1 august 1969 unul dintre cele patru districte ale orașului Bonn, Landul Renania de Nord - Westfalia, Germania. Conform recensământului din 31 decembrie 2018, acesta avea 75.038 locuitori. Districtul este situat în extremitatea sudică a golfului Köln, care marchează granița dintre cursul mijlociu și inferior al Rinului. Către sud, districtul se învecinează cu Landul Renania-Palatinat.

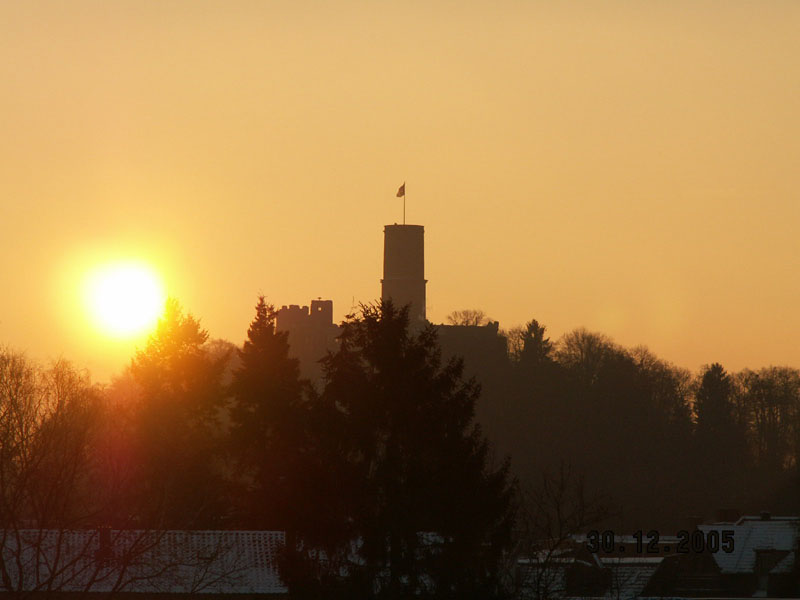
Apus de soare la Godesburg – simbolul districtului Bad Godesberg

## Cartierele districtului:
În districtul Bad Godesberg se numără următoarele 13 cartiere:
- Alt-Godesberg
- Friesdorf
- Godesberg-Nord
- Godesberg-Villenviertel
- Heiderhof
- Hochkreuz
- Lannesdorf
- Mehlem
- Muffendorf
- Pennenfeld
- Plittersdorf
- Rüngsdorf
- Schweinheim

## Istorie

### Până  în anul 1697
Godesberg (sau Woudensberg, Wotansberg = Muntele lui Wotan/ Odin) a fost pentru prima oară atestat documentar în anul 722 ca un lăcaș de cult al ubiilor, un popor germanic de vest. Localitatea se remarcă apoi în anul 1210, când Principele elector de Köln împreună cu arhiepiscopul de Köln, Dietrich I. von Hengebach, încep construcția cetății Godesburg, la data de 15 octombrie. În anul 1583, arhiepiscopul electoratului Köln, Gebhard I. Truchsess von Waldburg-Zeil se baricadează în cetate. Urmașul acestuia, de frica căruia arhiepiscopul Gebhard s-a baricadat, Principele elector Ernst von Bayern (1554 - 1612) aruncă în aer cetatea cu oponentul său în ea, în data de 17 decembrie.

### 1697 - prezent
Prin anul 1792 Godesberg, sub domnia prințului „Max Franz” (Maximilian Franz von Österreich 1756-1801), devine localitate balneară. După construirea liniei de cale ferată în regiune, localitatea ajunge un punct de atracție de agrement pentru cetățenii înstăriți. În timpul regimului fascist, localitatea va fi numită ca locul preferat al führerülui (Hitler), acesta fiind locul unde Hitler primește vizita premierului englez Neville Chamberlain (1938). Bad Godesberg nu a suferit prea mult în timpul celui de al doilea război mondial, orașul fiind un lazaret pentru răniți. Pe timpul când Bonn era capitala RFG-ului, Bad Godesberg este locul de reședință a unor consulate străine.

## Atracții turistice
- Cetatea Godesburg
- Rhein in Flammen, „Rinul în flăcări” are loc anual în prima sâmbătă din luna mai, evenimentul este sărbătorit cu un foc variat de artificii, de-a lungul Rinului în localitățile: Erpel, Unkel, Remagen, Rheinbreitbach, insula de pe Rin, Nonnenwerth la Rolandswerth/Bad Honnef, Bad Godesberg, Königswinter și în Rheinaue lângă Bonn.
- FeenCon este un joc în care se povestesc întâmplări fictive, sau se joacă șah, table, zaruri.
- La Redoute
- GoDeMa
- turnire de cavaleri
- festivități orășenești